# 샤이니 토이 건스
샤이니 토이 건스(Shiny Toy Guns)는 그래미 어워드 후보로 지명되었던 미국의 인디 록 밴드로 캘리포니아주의 로스앤젤레스에서 2002년에 결성되었다.